# Эллиотт, Денхолм
Денхолм Митчелл Эллиотт (англ. Denholm Mitchell Elliott; 31 мая 1922 — 6 октября 1992) — британский актёр театра, кино и телевидения, лауреат премии BAFTA.

## Биография
Эллиотт родился в Лондоне в семье Нины Митчелл и Майлза Лэймена Фарра Эллиотта. Получил образование в Malvern College, актёрскому мастерству обучался в Королевской академии драматического искусства.
В годы Второй мировой войны он вступил в ряды Королевских ВВС Великобритании и служил радистом и стрелком в 76 Эскадрилье под командованием Леонарда Чешира. В ночь на 24 сентября 1942 года его бомбардировщик Handley Page Halifax, участвовавший в воздушном рейде на немецкие подлодки, был сбит и упал в Северное море неподалёку от Зильта. Эллиотт и два других члена экипажа выжили. Последние годы войны он провёл в лагере для военнопленных в Силезии, во время пребывания в котором организовал любительский драмкружок под названием No Name Players.
После войны Эллиотт выступал в театрах лондонского Вест-Энда в спектаклях The Guinea Pig (1946) и Venus Observed (1950), где его партнёром был Лоренс Оливье. В 1950 году он дебютировал на Бродвее в пьесе Ring Round the Moon, а его кинокарьера началась в 1949 году с участия в картине «Дорогой мистер Прохак». Далее последовали роли в фильмах таких режиссёров, как Дэвид Лин («Звуковой барьер»), Льюис Майлстоун («Те, которые решатся»), Льюис Гилберт («Элфи»), прорывом же для него стала работа в киноленте Клайва Доннера «Только лучшее». На протяжении 1970—1980-х гг. его роли в фильмах «Кукольный дом», «Святой Джек» и «Индиана Джонс: В поисках утраченного ковчега» были отмечены номинациями на премию Британской киноакадемии, а затем он три года подряд удостаивался награды BAFTA за лучшее исполнение ролей второго плана в картинах «Поменяться местами» (1984), «Частное торжество» (1985) и «Защита государства» (1986). В течение своей карьеры в кинематографе и на телевидении Эллиотт сыграл более чем в 120 фильмах и сериалах. В 1988 году за достижения в актёрской деятельности Денхолм Эллиотт был награждён орденом Британской империи.

## Смерть
В 1987 году у Денхолма был диагностирован ВИЧ, однако он продолжил работу, снявшись в нескольких телефильмах, в продолжении истории об Индиане Джонсе «Индиана Джонс и последний крестовый поход», в драматическом сериале с Николь Кидман в главной роли «Бангкок Хилтон», а также исполнив главную роль в пьесе Дэвида Мэмета A Life in the Theatre. Это было его последнее театральное выступление.
В октябре 1992 года Эллиотт Денхолм скончался на 71-м году жизни от туберкулёза, осложнённого СПИДом, в своём доме на Ивисе, Испания. Его тело было кремировано. Сьюзан Эллиотт, его вдова, организовала в память о нём благотворительный фонд Denholm Elliott Project, а в 1994 году опубликовала книгу Quest For Love о жизни и карьере Денхолма Эллиотта.

## Личная жизнь
Был тайным бисексуалом, дважды состоял в браке. Его первой женой в марте 1954 года стала британская актриса Вирджиния Маккенна, однако уже в ноябре последовал развод. В 1962 году он женился на Сьюзан Робинсон, в браке с которой у него было двое детей — сын Марк и дочь Дженнифер. В 2003 году Дженнифер Эллиотт покончила жизнь самоубийством, повесившись.

## Избранная фильмография
| Год  |    | Русское название                             | Оригинальное название              | Роль                                  |
| ---- | -- | -------------------------------------------- | ---------------------------------- | ------------------------------------- |
| 1949 | ф  | Дорогой мистер Прохак                        | Dear Mr. Prohack                   | Освальд Морфри                        |
| 1952 | ф  | Звуковой барьер                              | The Sound Barrier                  | Кристофер Риджфилд                    |
| 1952 | ф  | Неуловимый                                   | The Ringer                         | Джон Лемли                            |
| 1953 | ф  | Жестокое море                                | The Cruel Sea                      | Джон Морелл                           |
| 1953 | ф  | Суть дела                                    | The Heart of the Matter            | Уилсон                                |
| 1954 | ф  | Жизнь взаймы                                 | Lease of Life                      | Мартин Блэйк                          |
| 1954 | ф  | Те, которые решатся                          | They Who Dare                      | сержант Коркоран                      |
| 1955 | ф  | Ночь, в которую мне суждено погибнуть        | The Night My Number Came Up        | МакКензи                              |
| 1960 | ф  | Запах тайны                                  | Scent of Mystery                   | Оливер Ларкер                         |
| 1964 | ф  | Только лучшее                                | Nothing But the Best               | Чарли Принс                           |
| 1965 | ф  | Король Крыса                                 | King Rat                           | лейтенант Ларкин                      |
| 1966 | ф  | Элфи                                         | Alfie                              | медик, производящий аборт             |
| 1968 | ф  | Ночь, когда наехали на заведение Мински      | The Night They Raided Minsky's     | Вэнс Фаулер                           |
| 1968 | ф  | Чайка                                        | The Sea Gull                       | Евгений Сергеевич Дорн                |
| 1970 | ф  | Слишком поздно, герой                        | Too Late the Hero                  | капитан Хорнсби                       |
| 1971 | ф  | Ради любви                                   | Quest for Love                     | Том Льюис                             |
| 1973 | ф  | Кукольный дом                                | A Doll's House                     | Нильс Крогстад                        |
| 1976 | ф  | Робин и Мэриан                               | Robin and Marian                   | Уилл Скарлет                          |
| 1976 | ф  | Дочь Сатаны                                  | To The Devil A Daughter            | Генри Беддоус                         |
| 1976 | ф  | Путешествие проклятых                        | Voyage of the Damned               | адмирал Вильгельм Канарис             |
| 1977 | ф  | Мост слишком далеко                          | A Bridge Too Far                   | офицер Королевских ВВС Великобритании |
| 1978 | мф | Опаснейшее путешествие                       | Watership Down                     | озвучка                               |
| 1978 | ф  | Мальчики из Бразилии                         | The Boys from Brazil               | Сидни Бейнон                          |
| 1979 | ф  | Куба                                         | Cuba                               | Дональд Скинер                        |
| 1979 | ф  | Рассвет зулусов                              | Zulu Dawn                          | полковник Пулейн                      |
| 1979 | ф  | Святой Джек                                  | Saint Jack                         | Уильям Ли                             |
| 1981 | ф  | Индиана Джонс: В поисках утраченного ковчега | Raiders of the Lost Ark            | Маркус Броуди                         |
| 1983 | ф  | Злая леди                                    | The Wicked Lady                    | сэр Ральф Скелтон                     |
| 1983 | ф  | Поменяться местами                           | Trading Places                     | Коулман                               |
| 1984 | ф  | Острие бритвы                                | The Razor's Edge                   | Эллиотт Темплтон                      |
| 1984 | ф  | Частное торжество                            | A Private Function                 | доктор Чарльз Суоби                   |
| 1985 | ф  | Защита государства                           | Defence of the Realm               | Вернон Бэйлисс                        |
| 1985 | ф  | Комната с видом                              | A Room with a View                 | мистер Эмерсон                        |
| 1985 | ф  | Подземный мир                                | Underworld                         | доктор Савари                         |
| 1987 | ф  | Морис                                        | Maurice                            | доктор Барри                          |
| 1987 | ф  | Сентябрь                                     | September                          | Ховард                                |
| 1988 | тф | Идентификация Борна                          | The Bourne Identity                | Вашбурн                               |
| 1989 | тф | Бангкок Хилтон                               | Bangkok Hilton                     | Хэл Стэнтон                           |
| 1989 | ф  | Индиана Джонс и последний крестовый поход    | Indiana Jones and the Last Crusade | Маркус Броуди                         |
| 1991 | ф  | Игрушечные солдатики                         | Toy Soldiers                       | доктор Роберт Гулд                    |
| 1991 | тф | Убийство по-джентльменски                    | A Murder of Quality                | Джордж Смайли                         |
| 1992 | ф  | Безумные подмостки                           | Noises Off                         | Селсдон Моубрей                       |

## Награды и номинации
Полный перечень наград и номинаций представлен на сайте IMDB.
| Награды и номинации | Награды и номинации | Награды и номинации               | Награды и номинации                            | Награды и номинации |
| Год                 | Награда             | Категория                         | Фильм/Телесериал                               | Результат           |
| ------------------- | ------------------- | --------------------------------- | ---------------------------------------------- | ------------------- |
| 1974                | BAFTA               | Лучшая мужская роль второго плана | «Кукольный дом»                                | Номинация           |
| 1980                | BAFTA               | Лучшая мужская роль второго плана | «Святой Джек»                                  | Номинация           |
| 1981                | BAFTA-TV            | Лучший ТВ-актёр                   | «Острие пера»                                  | Победа              |
| 1982                | BAFTA               | Лучшая мужская роль второго плана | «Индиана Джонс: В поисках утраченного ковчега» | Номинация           |
| 1984                | BAFTA               | Лучшая мужская роль второго плана | «Поменяться местами»                           | Победа              |
| 1985                | BAFTA               | Лучшая мужская роль второго плана | «Частное торжество»                            | Победа              |
| 1986                | BAFTA               | Лучшая мужская роль второго плана | «Защита государства»                           | Победа              |
| 1986                | Mystfest            | Лучший актёр                      | «Защита государства»                           | Победа              |
| 1987                | Оскар               | Лучшая мужская роль второго плана | «Комната с видом»                              | Номинация           |
| 1987                | BAFTA               | Лучшая мужская роль второго плана | «Комната с видом»                              | Номинация           |
| 1987                | BAFTA-TV            | Лучший ТВ-актёр                   | «Отель „У озера“»                              | Номинация           |